# Ludwik Hirszfeld
Ludwik Hirszfeld (ur. 5 sierpnia 1884 w Warszawie, zm. 7 marca 1954 we Wrocławiu) – polski lekarz, bakteriolog i immunolog, twórca polskiej szkoły immunologicznej oraz nowej dziedziny nauki – seroantropologii.

## Życiorys
Urodził się w zasymilowanej rodzinie żydowskiej zamożnego kupca Stanisława Hirszfelda i Jenny z Ginsbergów. Po ukończeniu w 1902 gimnazjum humanistycznego w Łodzi studiował na Wydziale Medycznym w Würzburgu (1902–1904), a następnie na Uniwersytecie Fryderyka Wilhelma Berlinie (1904–1907). W 1907 otrzymał z najwyższym wyróżnieniem („Cum eximia laude”) dyplom doktora nauk medycznych na podstawie pracy Badania nad aglutynacją krwi i ich podstawy fizykalne. W latach 1907–1911 pracował w Instytucie Badań Raka w Heidelbergu. Od 1911 pracował w Zakładzie Higieny uniwersytetu w Zurychu, gdzie w 1914 habilitował się na podstawie pracy nad związkiem zjawisk odpornościowych i krzepliwości krwi i otrzymał tytuł docenta.
W czasie I wojny światowej uczestniczył w zwalczaniu epidemii tyfusu plamistego w Serbii oraz uczestniczył w organizowaniu tamtejszej służby zdrowia.
Po powrocie do Polski, od 1920 pracował w Państwowym Zakładzie Badania Surowic w Warszawie, włączonym później do współtworzonego przez niego Państwowego Zakładu Higieny (PZH). W latach 1924–1925 był dyrektorem Zakładu. W latach 1924–1939 kierował PZH.
Od 1924 był profesorem Wolnej Wszechnicy Polskiej. W 1926 habilitował się po raz drugi na Uniwersytecie Warszawskim jako bakteriolog i immunolog. Od 1930 członek czynny Towarzystwa Naukowego Warszawskiego. Stanowisko docenta Uniwersytetu Warszawskiego uzyskał w roku 1926, a stanowisko profesora na Wydziale Lekarskim w roku 1931. W latach 1931–1935 oraz 1947–1952 był prezesem Polskiego Towarzystwa Mikrobiologów i Epidemiologów.
Około 1938 przy ul. Obrońców 27 na Saskiej Kępie wybudował willę (projekt Józefa Łowińskiego), w której zamieszkał wraz z rodziną.
Podczas obrony Warszawy we wrześniu 1939 zorganizował w mieście ośrodek przetaczania krwi. Został zmuszony do zamieszkania w getcie warszawskim. Tam pomagał w walce z chorobami, stojąc na czele Rady Zdrowia Judenratu. Prowadził także wykłady, pracował naukowo, a także – dzięki szczepionce przekazanej przez prof. Rudolfa Weigla ze Lwowa, nielegalnie przemyconej do getta – leczył chorych na tyfus plamisty. W lipcu 1942 dzięki pomocy rodziny Potockich uciekł z getta na stronę aryjską (wyjście w przebraniu z grupą robotników pracujących poza murami). Przez pewien okres ukrywał się pod zmienionym nazwiskiem (z żoną i córką) w domu przedwojennej koleżanki, Laury z Przedpełskich, żony Mariana Keniga, a później w Wiślicy, w Starej Miłośnie k. Warszawy, u gospodarza Stanisława Kaflika w Klembowie k. Tłuszcza i w innych miejscach. Udawał urzędnika-dezynfektora, zmęczonego starszego pana, który pomaga żonie w zajęciach gospodarskich. W tym okresie analizował statystykę lekarską, pisał podręcznik immunologii, czytał dzieła Shakespeare’a w oryginale. W 1943 roku (po śmierci córki) spisał swoją autobiografię, która ukazała się w roku 1946 pt. „Historia jednego życia”.
Po wyzwoleniu Lublina w 1944 brał udział w tworzeniu Uniwersytetu Marii Curie-Skłodowskiej. W 1945 przeniósł się do Wrocławia i podjął pracę na Wydziale Lekarskim Uniwersytetu Wrocławskiego (był pierwszym dziekanem tego wydziału). W 1952 roku utworzył we Wrocławiu Instytut Immunologii i Terapii Doświadczalnej PAN (nazwany później jego imieniem) i został jego pierwszym dyrektorem. Zorganizował również we Wrocławiu Ośrodek Badań Patologii Ciąży.
W 1952 został członkiem rzeczywistym Polskiej Akademii Nauk i wszedł w skład jej prezydium.
Materiały archiwalne Ludwika Hirszfelda znajdują się w Archiwum Polskiej Akademii Nauk pod sygnaturą III-157.

## Osiągnięcia
Do jego najważniejszych osiągnięć naukowych należy praca nad grupami krwi. Prowadził ją w latach 1907–1911 wraz z Emilem von Dungernem w Zurychu. Odkrył wówczas prawa dziedziczenia grupy krwi (które zastosował do celów dochodzenia ojcostwa) i wprowadził oznaczenie grup krwi jako 0, A, B i AB, przyjęte na całym świecie w 1928. Oznaczył również czynnik Rh i odkrył przyczynę konfliktu serologicznego, co uratowało życie wielu noworodkom.
W czasie pobytu na Bałkanach odkrył pałeczkę duru rzekomego C (Salmonella hirschfeldii).

Wraz z żoną prowadził badania dotyczące różnic statystycznych w częstości występowania grup krwi w populacjach pochodzących z różnych obszarów geograficznych, zapoczątkowując nową dziedzinę nauki, seroantropologię. Zajmował się również transfuzjologią i opracował zasady przetaczania krwi.

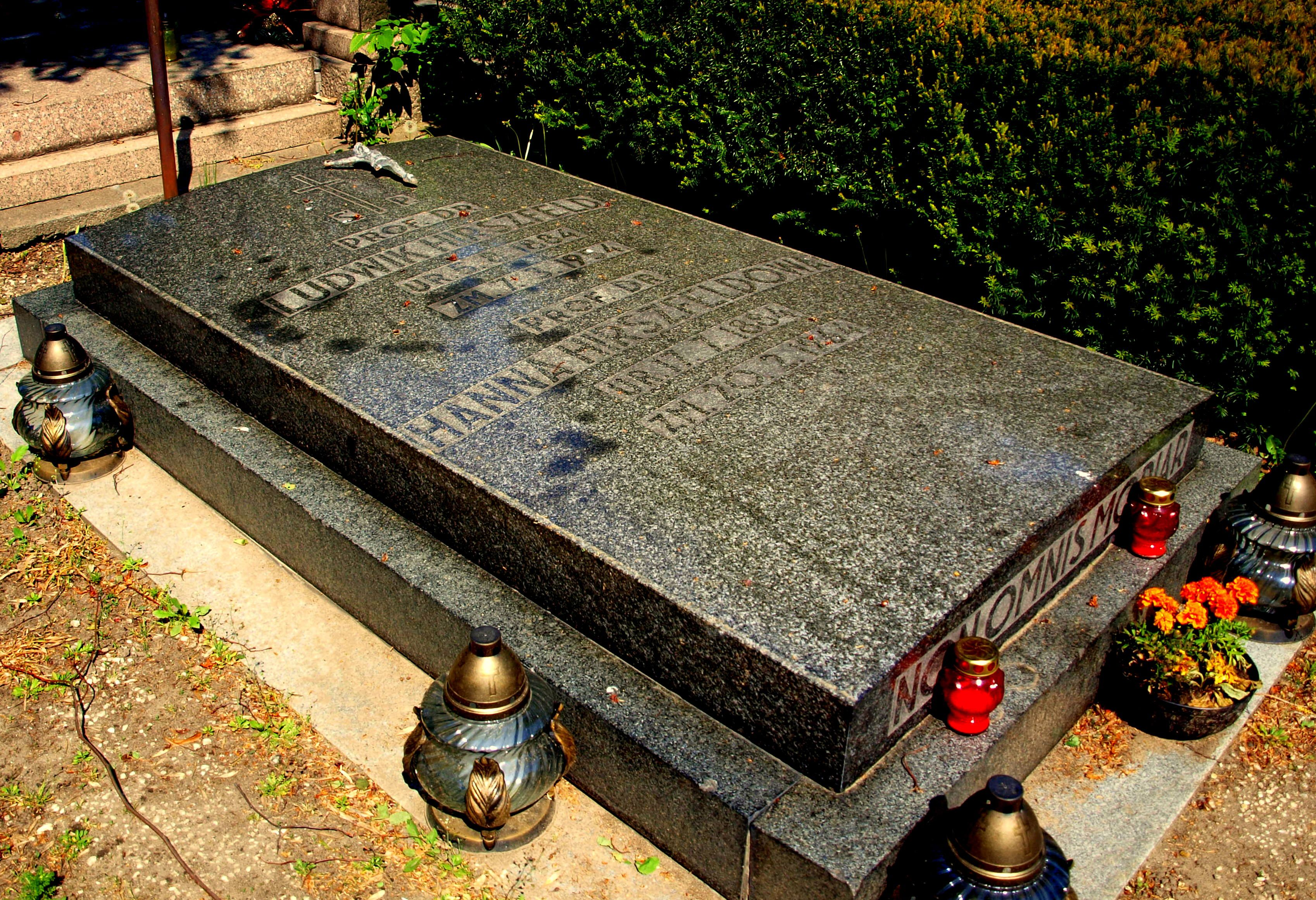
Grób małżonków Hirszfeld na cmentarzu św. Wawrzyńca we Wrocławiu

## Życie prywatne
Podczas studiów w Berlinie, w 1905 poślubił Hannę z Kasmanów. Ich jedyna córka Maria, zmarła na zapalenie płuc w czasie II wojny światowej.
Zmarł nagle na zawał serca. Grób Ludwika i Hanny Hirszfeldów znajduje się na cmentarzu św. Wawrzyńca we Wrocławiu (pole 3).

## Ważniejsze prace
- E. von Dungern, L. Hirszfeld, Über Vererbung gruppenspezifischer Strukturen des Blutes, 1910.
- L. Hirszfeld, Grupy krwi w zastosowaniu do biologii, medycyny i prawa, 1934.
- L. Hirszfeld, Immunologia ogólna, 1948.
- L. Hirszfeld, Dochodzenie ojcostwa w świetle nauki o grupach krwi, 1948.

## Ordery i odznaczenia
- Krzyż Komandorski Orderu Odrodzenia Polski (22 lipca 1951)[17]
- Order Orła Białego za pracę w serbskiej służbie zdrowia podczas I wojny światowej (Królestwo Serbów, Chorwatów i Słoweńców, 1928)[18][19]
- Krzyż Komandorski Orderu Świętego Sawy za pomoc w pokonaniu epidemii w Serbii. Odznaczenie przyznał król Serbii Piotr I (Królestwo Serbów, Chorwatów i Słoweńców, 1918)[19]

## Nagrody i wyróżnienia
- nominacja do nagrody Nobla w dziedzinie medycyny za wyjaśnienie zagadki zjawiska konfliktu serologicznego między matką a płodem(1950)
- Państwowa Nagroda Naukowa I stopnia w dziedzinie nauk lekarskich za całość dotychczasowego dorobku naukowego, a w szczególności za wkład naukowy do akcji masowego zwalczania chorób wenerycznych i do diagnostyki duru brzusznego (1950)[20]
- tytuł doktora honoris causa Uniwersytetu Karola w Pradze (1950)
- tytuł doktora honoris causa Instytutu w Zurychu (1951)[21]

## Upamiętnienie
- We Wrocławiu imię Ludwika Hirszfelda nosi plac, przy którym mieści się Dolnośląskie Centrum Onkologiczne.
- We Wrocławiu funkcjonuje założony przez Ludwika Hirszfelda w roku 1952 (był jego pierwszym dyrektorem) Instytut Immunologii i Terapii Doświadczalnej PAN imienia Ludwika Hirszfelda[22].
- Z okazji 130 rocznicy urodzin uczonego decyzją Rady Miejskiej Wrocławia okres od czerwca 2014 roku do maja 2015 roku został ogłoszony „Rokiem pamięci Ludwika Hirszfelda”.
- W styczniu 1979 imię Ludwika Hirszfelda nadano ulicy na warszawskim Ursynowie[23]. Imię Ludwika Hirszfelda noszą też ulice w Lublinie, Jeleniej Górze, Wałbrzychu, Jelczu-Laskowicach i Koninie.
- Poczta Polska, chcąc uczcić dokonania Polaków na świecie, wprowadziła w roku 2009 do obiegu cztery znaczki. Na znaczku o nominale 1,95 zł przedstawiono podobiznę Ludwika Hirszfelda[24].
- Na terenie Zakładu i Katedry Mikrobiologii Uniwersytetu Medycznego im. Piastów Śląskich we Wrocławiu znajduje się aula poświęcona Ludwikowi Hirszfeldowi.
- Ludwikowi Hirszfeldowi poświęcono jeden z odcinków serii dokumentalnej Geniusze i marzyciele[25].
- 8 czerwca 2017 r. na dziedzińcu Serbskiego Towarzystwa Lekarskiego w Belgradzie odsłonięto popiersie profesora Ludwiga Hirszfelda autorstwa rzeźbiarki Gorany Čpajk[26]
- W 2018 roku podczas obchodów 100-lecia Wielkiej Wojny podobizna Ludwika Hirszfelda znalazła się na znaczku z serii 6 znaczków wydanych przez serbską pocztę. Umieszczono na nich podobizny 6 lekarzy: 3 serbskich i 3 zagranicznych (Vojislav J. Subotić,  Mihajlo Petrović, Miloš Đ. Popović, Edward Ryan, William Hunter i Ludwik Hirszfeld)[26]

## Pozostałe informacje
O badaniach Hirszfelda pisał Paweł Jasienica w książce Opowieści o żywej materii (1954). W 2019 roku ukazała się biografia Ludwika i Hanny Hirszfeldów autorstwa Urszuli Glensk.

## Galeria

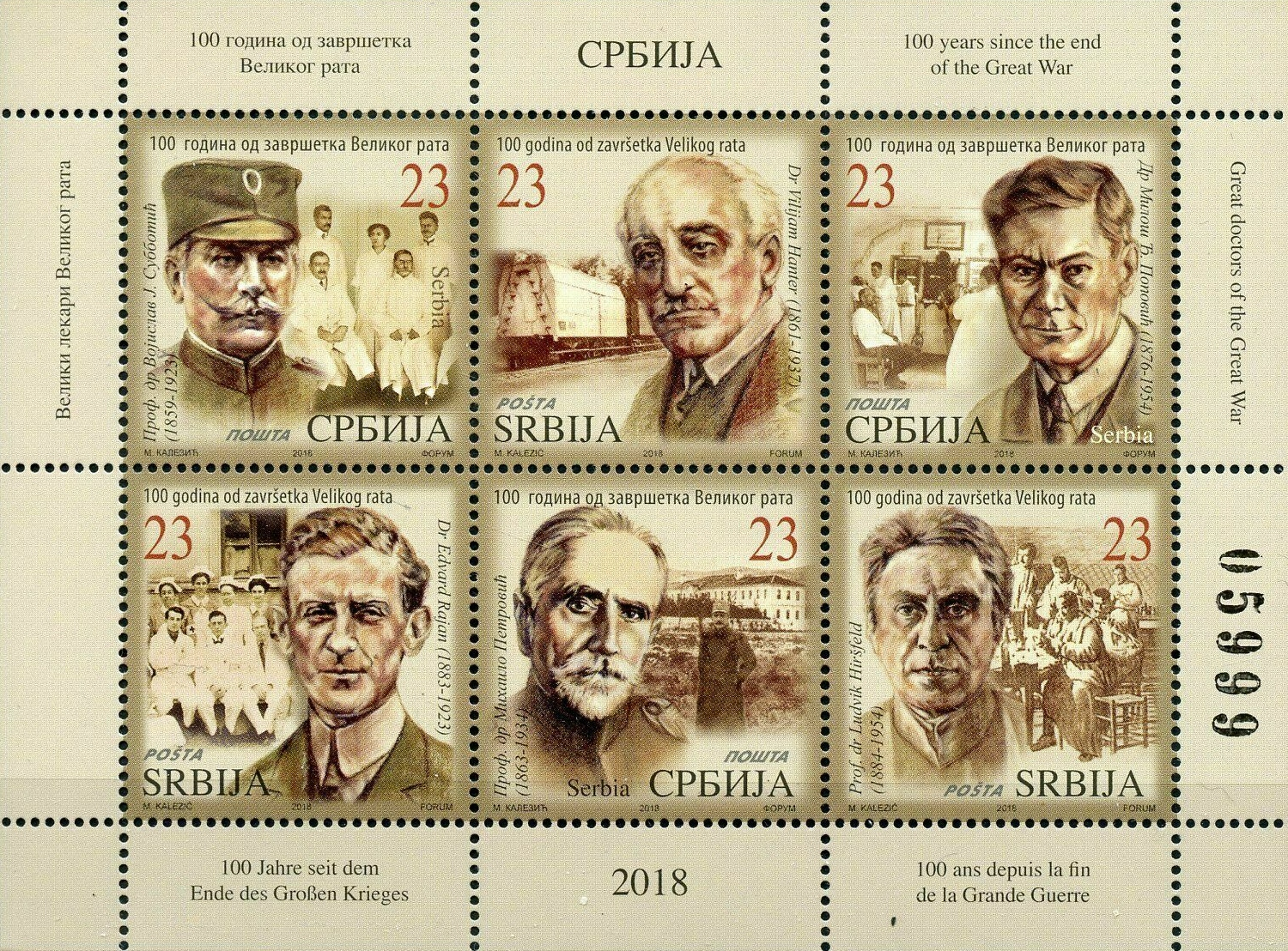
Serbski znaczek z 2018 roku z podobizną L. Hirszfelda
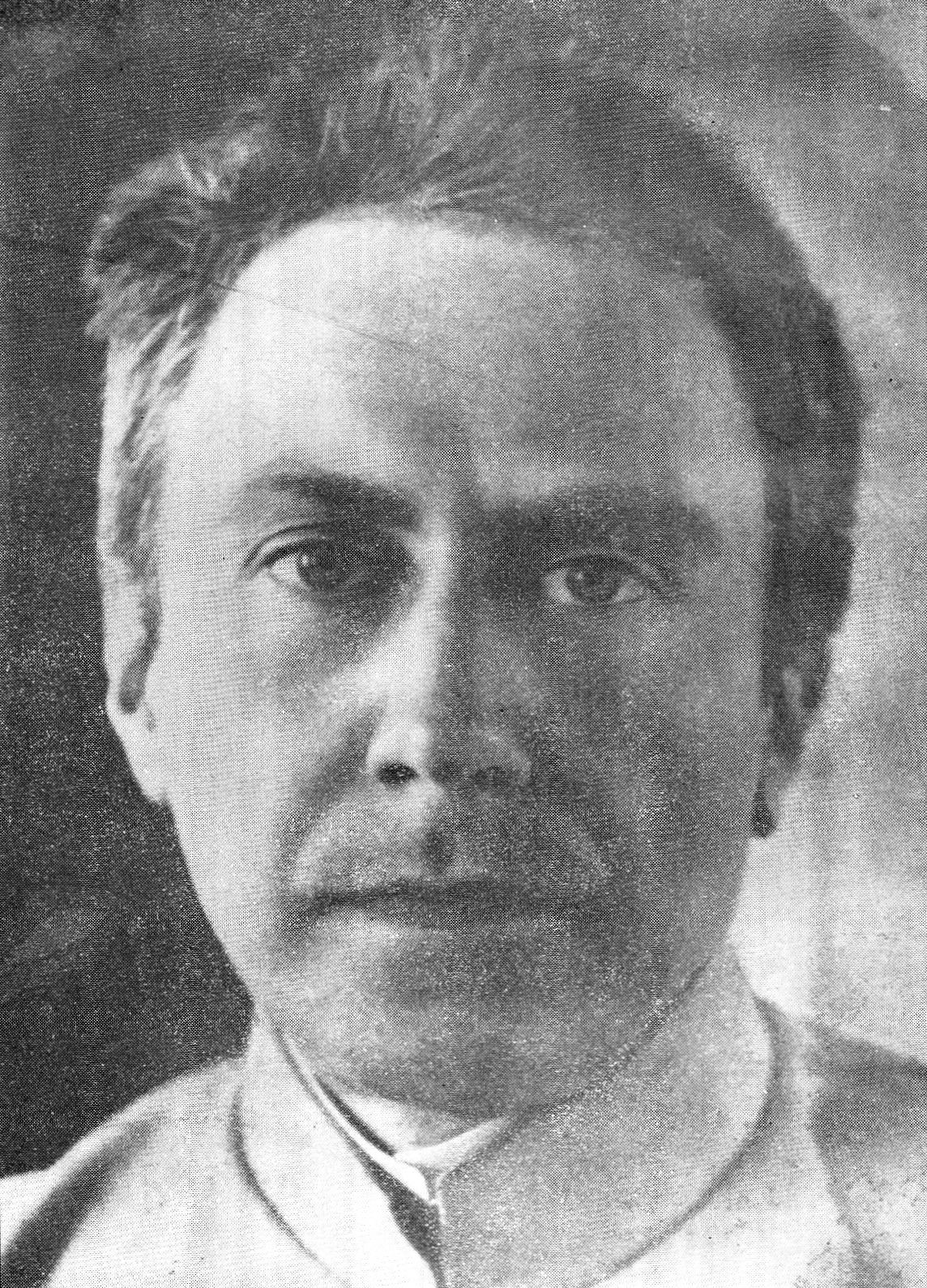
Ludwik Hirszfeld, zdjęcie wykonane w 1916 podczas wojny w Serbii